# روبرت إيثرنغتون
روبرت ديلوورث إيثرنغتون (بالإنجليزية: Robert Dilworth Etherington)‏ ولد في (19 يونيو/حزيران 1899) وتوفي في (1981) لاعب كرة قدم إنجليزي، لعب في دوري كرة القدم الإنجليزي في (نادي مانشستر سيتي) و(نادي روذرهام يونايتد).